# Skånska flygflottiljen

Skånska flygflottiljen (F 10) eller F 10 Ängelholm var en flygflottilj inom svenska flygvapnet som verkade i olika former åren 1940–2002. Förbandsledningen var förlagd i Ängelholms garnison vid Ängelholms flygplats.

## Historik
Vid krigsutbrottet 1939 bestod Flygvapnet av endast en jaktflottilj, Svea flygflottilj (F 8), vilken stod för Stockholms luftförsvar. Av den anledningen beslutade riksdagen den 28 februari 1940 att Flygvapnet skulle stärkas med ytterligare två jaktflottiljer. F 9 i Göteborg och F 10 i Skåne, i syfte att försvara luftrummet över Göteborgsregionen samt Skåne. Den 14 mars 1940 skrev Svenska dagbladet i en artikel att Chefen för Flygvapnet föreslagit att flygflottiljen i Skåne skulle benämnas Wendes flygflottilj (F 10). Beskedet möttes dock av stark skepticism hos kamratföreningen Wendistföreningen vid Wendes artilleriregemente (A 3), som menade i en skrivelse till Kunglig Majestät att namnförslaget skulle innebära ett intrång på ett traditionsmättat och säreget regementsnamn. Därav kom flottiljen till en början enbart benämnas som Tionde flygflottiljen.
Under sommaren 1940 upprättades F 10 som ett detachement till Svea flygflottilj (F 8). När flottiljen inledde sin verksamhet den 1 oktober 1940, bar den namnet Tionde flygflottiljen, och bestod enbart av en depåstab. Den 1 november samma år utökades dock flottiljen till att omfatta två divisioner. Ett år senare, den 1 november 1941 hade flottiljens organisation utökats till att omfatta tre flygdivisioner, en markdivision och en depåstab. Flottiljen tillhörde till en början Tredje flygeskadern (E 3), vilken verkade som en jakteskader. Under de första åren tillfördes flottiljen en mängd så kallade andralinjeflygplan, vilka mönstrats av från andra flottiljerna. Från Göta flygflottilj (F 9) överfördes 27 individer av J 8 Gloster Gladiator. J 8 var vid den tiden redan ett föråldrat flygplan. Individerna som tillfördes var så nedslitna att de fick tillbringa lång tid på Centrala Flygverkstaden Malmslätt (CVM) för reparation och översyn innan de kunde tas i tjänst. I november 1941 fanns tillräckligt med flygplan för tre flygdivisioner. Många av flygplanen var dock hårt slitna varför tillgängligheten var låg. Flottiljen skulle dock få nya flygplan. Och förhoppningar fanns inom flottiljen om att det skulle bli amerikanska Vultee 48C Vanguard eller North American P51 Mustang. Dock så blev det italienska Reggiane 2000 Falco som ersatte J 8:orna. I Flygvapnet fick Reggiane 2000 Falco beteckningen J 20. Leveranserna av J 20 inleddes i mars 1942 och avslutades februari 1943 då 60 individer hade levererats.
Även om Bulltofta var flottiljens huvudbas, så var flygplanen under längre perioder baserade på krigsflygfälten i Skåne. Flitigast användes Rinkaby flygbas, men även flygbaserna vid Sövdeborgs flygbas, Ripa flygbas och Everöd flygbas. Fram till andra världskrigets slut 1945 var det en hektisk period för F 10. Man gjorde över 28 000 starter och hundratals flygplan avvisades eller lotsades ner på svenska flygfält. Totalt omkom sjutton män från F 10 under krigsåren. Bulltofta var endast en provisorisk flygbas för flottiljen. I den fortsatta planeringen av flottiljens slutliga placering studerades Ödåkra som ett lämpligt alternativ till att förlägga flottiljen. Dock så låg det inom artilleriräckvidd från Danmark. Istället valdes Barkåkra strax norr om Ängelholm till att förlägga flottiljen permanent. År 1942 beslutade riksdagen att flottiljen skulle förläggas till Ängelholm, dock fanns det vissa invändningar mot själva placeringen, eftersom man tog i anspråk bördig åkermark. Samma år, 1942, fick flottiljen den 1 juli namnet Skånska flygflottiljen. Den 1 oktober 1945, det vill säga fyra år efter flottiljens officiella födelsedatum, omlokaliserades flottiljen från Malmö till Ängelholm. Samma år ersattes flottiljens J 20 med det svenskkonstruerade J 22. År 1948 överfördes flottiljen till Andra flygeskadern (E 3), vilken samtidigt omorganiserades till en jakteskader.
År 1957 avvecklades Södra flygbasområdet (Flybo S) och i dess ställe ersattes av luftförsvarssektorer. Där F 10 ansvarade över sektor S1. I denna ingick bland annat två luftförsvarscentralerna. År 1957 omlokaliserades även staben för Andra flygeskadern (E 2) från Göteborg till Ängelholm. Staben blev kvar till dess avveckling den 30 september 1966. Samma år, 1966, organiserade Flygvapnet sex robotdivisioner, där F 10 var en av fem flottiljen som skulle sätta upp en robotdivision. Den 30 juni 1974 upplöstes divisionen, då robotsystemet utgick ur den svenska krigsorganisationen.
I regeringen Palmes proposition 1975:75 föreslogs en avveckling av två flottiljadministrationer, Södermanlands flygflottilj (F 11) i Nyköping och Kalmar flygflottilj (F 12). Inför propositionen hade en avvägning gjorts att istället avveckla Blekinge flygflottilj (F 17), till förmån för F 12. Dock så menade Fredsorganisationsutredning (FFU) att en nedläggning av F 17 skulle drabba betydligt fler anställda än en avveckling av F 12. Detta på grund av att F 12 hade fler pensionsavgångar fram till 1982. Vidare ansåg FFU att F 17 var en bra balans mot F 10, som hade ett stort ansvar för krigs- och mobiliseringsplanläggningar samt förvaltningar, bland annat av friliggande stridslednings- och luftbevakningsanläggningar i fredsdrift. I händelse om att F 10 skulle behöva avvecklas, och viss verksamheten i det läget skulle överföras till annan flottilj. Så ansåg FFU att den flottiljen borde ligga så nära som möjligt till Ängelholm. FFU menade, att om Flygvapnets fredsorganisation inom Södra militärområdet skulle ledas från Kalmar, så skulle en olycklig obalans uppkomma. FFU hade samtidigt undersökt möjligheten till att slå samman F 5 med F 10. Något som man inte såg som lämpligt, vare sig detta skedde i Ängelholm eller i Ljungbyhed.
Inför regeringens proposition 1978/79:96, vilken presenterades 1978, hade flottiljen återigen utvärderats. Regeringen ville att ytterligare en flottiljadministration skulle avvecklas. I FFU:s utredning kom F 10 vägas mot en avveckling av F 1 i Västerås, F 16 i Uppsala och F 17 i Ronneby. FFU vägde militära faktorer mot i huvudsak regionalpolitiska förhållanden. Slutsatsen FFU kom fram till var att de operativa och ekonomiska faktorerna pekade på en avveckling av F 1. Utredningen uttalade dock att beslutet att lägga ner F 1 "medför en allvarlig effektförlust i operativt avseende och en minskad handlingsfrihet för flygvapnets krigsförband". År 1981 reducerades antalet luftförsvarssektorer till fyra, för Skånska flygflottiljens del innebar det att man övertog sektoransvar för sektor S2, som tidigare innehafts av Blekinge flygflottilj (F 17). Sektor S2 slogs samman med S1 och bildade Sektor Syd, vilken omfattade hela södra Sverige. F 10 blev med det en så kallad Storsektorflygflottilj.
I samband med att Upplands flygflottilj (F 16) omskolades till JA 37 Viggen, överfördes 1987 Typinflygningsskolan (TIS-35) med kvarvarande J 35F2 till Skånska flygflottiljen. F 10 fick därmed det samlade ansvaret för den fortsatta utbildningen av flygförare på Drakensystemet. Samma år modifierades 50 individer av J 35F till en kraftfullare version, J 35J. Bokstaven "J" fick flygplanet då det är alfabetets tionde bokstav och F 10 var Flygvapnets tionde flottilj.
Försvarsbeslutet 1992 medförde en större omorganisation av Flygvapnet, detta då de två flottiljerna F 6 och F 13 avvecklades. F 6 hade haft en roll som attackflottilj, och F 13 som kombinerad jakt och spaning. För F 10 medförde avvecklingen att man övertog delar deras flygdivisioner. Då attackdivisionen 62. attackflygdivisionen (Filip Blå) från F 6 med AJS 37 och spaningsdivisionen 131. spaningsflygdivisionen (Martin Röd) med SH/SF 37 överfördes till F 10. Även spaningsdivision 172. spaningsflygdivisionen (Quintus Blå) från F 17 med SF/SH 37 överfördes till F 10. Detta då F 17 övertog jaktdivisionen från F 13, och fick en roll som jaktflottilj. Samtliga flygdivisioner som överfördes till F 10, uppgick i 101. spaningsflygdivisionen (Johan Röd). Genom denna omorganisation kom F 10 att operera två flygsystem, J 35 Draken och AJS 37 Viggen. År 1993 genomfördes en ny omorganisation, då ledningen för luftförsvarssektorn omorganiserades till Flygkommando Syd (F 10/FK S). Flygkommando Syd avskiljdes från flottiljen och bildade från den 1 juli 1994 en fristående enhet som Södra flygkommandot (FKS).
Den 13 december 1996 antog riksdagen regeringens proposition 1996/97:4, vilken var etapp 2 i försvarsbeslutet 1996. Där beslutades bland annat om en avveckling av Krigsflygskolan (F 5) i Ljungbyhed, med att krigsförbandsproducerande flygflottiljer i första hand borde vidmakthållas. Krigsflygskolan skulle avvecklas senast den 30 juni 1998. Flygutbildningen vid Flygskolan skulle överföras till Skånska flygflottiljen (F 10). Vid F 10 inordnades Krigsflygskolans flygverksamhet operativt under 3. kompaniet. Även uppvisningsgruppen Team 60 överfördes till F 10. Efter försvarsbeslutet 1996 tillsatte regeringen en skolutredning, ledd av landshövding Gunnar Björk, som fick i uppgift att utreda grundstrukturen i Försvarsmaktens utbildningsverksamhet. I utredningsrapporten (SOU 1997:112) föreslogs att Flygvapnets flygledarskola och Flygvapnets väderskola skulle omlokaliseras till Flygvapnets Halmstadsskolor. Utredningen gick där med helt emot Försvarsmaktens egna utredning, Försvarsmaktsplan 97. I Försvarsmaktsplan 97 (FMP 97) föreslogs det att lokalisera Flygledarskolan till Skånska flygflottiljen (F 10) och Väderskolan till Flygvapnets Uppsalaskolor (F 20), med målet att samla skolverksamheten inom Flygvapnet till de flottiljer som producerade krigsförband.
År 1998 beslutade Regeringen om att flottiljen skulle påbörja en omskolning till JAS 39-systemet. Flottiljområdet kom därmed att anpassas både gällande utbildning till personal samt olika tillbyggnader. Den 30 september 1999 mottog flottiljen sitt första Gripen-flygplan och blev därmed Flygvapnets andra flottilj med JAS 39 Gripen.
Som ett led av försvarsbeslutet 2000 beslutades bland annat att F 10 och Södra flygkommandot (FKS) skulle avvecklas. FKS skulle avvecklas den 30 juni 2000, och F 10 skulle avvecklas senast den 31 december 2002. Med detta kom FKS att åter att under år 2000 åter ingå inom flottiljen, fast nu som en avvecklingsorganisation. Inför försvarsbeslutet hade regeringen vägt en avveckling av F 10 mot en avveckling av F 17. Ett av argumenten till att behållande F 10 var de investeringar för Gripen-systemet som gjorts vid flottiljen samt flottiljens roll i grundutbildningen av nya flygförare. Argumenten till att behålla F 17 var de långsiktigt goda övningsbetingelser i form av närhet till flygövningsområden, samt bättre luftrumsutvecklingen och miljöförhållandena. Även F 17:s geografiska lokalisering lyftes fram som ett argument, genom dess tydliga närvaro vid södra Östersjön. Det som till sist fällde avgörandet vilken flottiljs som skulle avvecklas, var regeringens övriga förslag rörande Blekingeregionen, det vill säga regionalpolitiska argument till att behålla F 17. I regeringens proposition framhöll regeringen att F 10 hade en nyckelroll gällande den grundläggande flygutbildningen av nya flygförare och i den pågående omskolningen till Gripen-systemet. Med bakgrund till det så ansåg regeringen att det inte var lämpligt att avveckla F 10 innan ombeväpningen och omskolning till JAS 39 är helt genomförd. Vidare konstaterades att den ingående Flygskolan först måste omlokaliseras innan det överhuvudtaget skulle vara möjligt att avveckla F 10. Där regeringen då hade gjort bedömningen att Flygskolan var i behov av ett bansystem med korsande banor, vilka fanns vid F 7 och F 16. Detta då den grundläggande flygutbildningen skulle kunna genomföras på ett rationellt och säkert sätt.
De två JAS 39-divisionerna vid flottiljen skulle överföras till F 17 i Kallinge, ombaseringen gjordes den 1 oktober respektive den 1 december 2002. Den stridsledningscentral som flottiljen förvaltade utanför Hässleholm överfördes organisatoriskt till F 17. Den 20 december 2002 avvecklades flottiljen efter en ceremoni, där bland annat flygvapeninspektören Jan Andersson närvarade. I samband med ceremonin överlämnades flottiljens fana till Blekinge flygflottilj (F 17), vilket medförde att F 17 övertog traditionsansvaret för F 10. Från den 1 januari 2003 övergick flottiljen till en avvecklingsorganisation benämnd Avvecklingsorganisation Ängelholm (Ao Äng). Avvecklingsorganisation upplöstes i sin tur den 31 december 2003.

## Verksamhet

### Internationell verksamhet
Österrikedivisionen eller Johan Svart var 5. divisionen vid flottiljen och bildades den 1986 som en skolflygdivision. Divisionen kom i huvudsak att utbilda de österrikiska piloterna på J 35OE Draken. Divisionen upplöstes 1989, detta efter att utbildningen av de österrikiska piloterna var avslutad.

## Ingående enheter
| Beteckning   | Namn                            | Aktiv              | Anmärkning                         |
| ------------ | ------------------------------- | ------------------ | ---------------------------------- |
| Flybo S      | Södra flygbasområdet            | 1942–1957          |                                    |
| Johan Röd    | 101. stridsflygdivisionen       | 1940–19921993–2002 | Vakantsatt 1992Återuppsatt 1993.   |
| Johan Blå    | 102. stridsflygdivisionen       | 1940–2002          |                                    |
| Johan Gul    | 103. jaktflygdivisionen         | 1941–1997          |                                    |
| Johan Svart? | Österrikedivisionen             | 1986–1989          | Utbildning av österrikiska piloter |
| E 2          | Andra flygeskadern              | 1957–1966          | Endast samgrupperad med flottiljen |
| F 10H        | F 10 Hästveda                   | 1966–1993          |                                    |
| FKS          | Södra flygkommandot             | 1993–1994          |                                    |
| FlygS        | Flygvapnets flygskola           | 1998–2002          |                                    |
| Lvrbdiv      | Luftvärnsrobotdivisionen        | 1966–1974          |                                    |
| S1           | Luftförsvarssektor S1           | 1957–1981          |                                    |
| Se S         | Luftförsvarssektor Syd          | 1981–1993          |                                    |
| TIS-35       | Typinflygningsskola flygplan 35 | 1987–1992          |                                    |

### 101.stridsflygdivisionen
101. stridsflygdivisionen eller Johan Röd var 1. divisionen vid flottiljen och bildades den 1 november 1940 som en skolflygdivision. Divisionens första chef var kapten Bernt Krook och var vid denna tid en specialdivision för volontärutbildning. Divisionen beväpnades till en början med J 8 Gladiator. Fram till 1960-talet hade divisionen vid olika tidpunkter varit beväpnad med sex olika flygsystem, för att 1964 omskolas till J 35D Draken. I samband med att TIS-35 tillfördes till F 10 år 1987, kom den att förläggas till 1. flygdivisionen. Som ett resultat av försvarsbeslutet 1992, kom jaktdivisionen med tillhörande stationskompani att vakantsättas från den 30 juni 1992. Detta med anledning att flygdivisionen 1993 skulle ombeväpnades till AJS 37, AJSF 37 och AJSH 37 Viggen. Den nya divisionen var en kombinerad attack- och spaningsdivision och utgjordes av personal och utrustning från 61. attackflygdivisionen (Filip Röd), 62. attackflygdivisionen (Filip Blå), 131. spaningsflygdivisionen (Martin Röd)  och 172. spaningsflygdivisionen (Quintus Blå), vilka antingen hade upplösts eller omskolats till ny roll. I maj 2001 börjades omskolning från AJS 37 till JAS 39 vid divisionen. Inför ombeväpningen målades flygplansindivid 37027 röd, efter divisionen färg samt försågs med divisionens emblem. Individen gjorde sin sista officiella flygning vid F 10 den 11 april 2000. För att sedan göra sin sista flygning vid Karlsborg Airshow den 9–10 juni 2001. Individen kom sedan att parkeras på Flygvapenmuseum. Genom 2000 års försvarsbeslut kom divisionen att överföras till F 17 i slutet av 2002.

### 102.stridsflygdivisionen
102. stridsflygdivisionen eller Johan Blå var 2. divisionen vid flottiljen och bildades den 1 november 1940. Divisionens första chef var löjtnant Gösta Eriksson och var vid denna tid en övningsdivision. År 1964 tillfördes divisionen J 35B Draken. Över åren kom divisionen övergå till nya versioner av flygplanet – David, Erik, Filip och sist Johan-versionen. Den 8 december 1998 utgick Draken ur den svenska krigsorganisationen, och Kapten Per Amelin vid divisionen gjorde den sista officiella flygningen inom Flygvapnet. Flygplansindividen som gjorde den sista flygningen var J 35J (35540) vid tillfället blåmålad J 35J, på ovansidan prydd med divisionens dödskallesymbol. År 1999 påbörjade divisionen med en ombeväpning till JAS 39-systemet. Genom ombeväpningen, blev den flottiljens första Gripen-division, men även Sveriges sista Draken-division. Under hösten 2000 utbildades flygförarna för att kunna verka som instruktörer inför ombeväpningen av Johan Röd. Genom 2000 års försvarsbeslut kom divisionen att överföras till F 17 i slutet av 2002.

### 103.jaktflygdivisionen
103. jaktflygdivisionen eller Johan Gul var 3. divisionen vid flottiljen och bildades den 17 mars 1941 som en skolflygdivision. Divisionens första chef var kapten Gunnar Asklin, och var vid denna tid en skoldivision. Genom försvarsbeslutet 1996 beslutades Johan Gul skulle avvecklas senast den 31 december 1997. Vintern 1997 flög divisionen upp till Vidsel för robotskjutövningarna. Inför att divisionen skulle ombaseras till Ängelholm, målades flygplansindivid 35541/43 helt i gult. Individen i sig hade mycket lite flygtid kvar och skulle skrotas. Allt som var grått målades gult, på vingarnas vardera ovansida målades divisionens symbol: En svart svärdfisk. Den 16 mars 1997 lyfte divisionen från Vidsel för att flyga hem till Ängelholm. Väl framme i Ängelholm landade Johan 43 först, vilken flögs av divisionschefen, major John Larsson, och där väntade en officiell avskedsceremoni. Divisionens personal övergick sedan till de två kvarvarande divisionerna.

### F10 Hästveda
Stridsledningscentralen Cobra (StriC Cobra) tidigare benämnd LFC Kobran, är Försvarsmaktens stridslednings- och luftbevakningscentral utanför Hästveda. Centralen byggdes 1965-1966 och var fram till slutet av 1990-talet hemligstämplad, i den mening att dess lokalisering och syfte var hemlig. Centralen är inrymd i en bergsanläggning 50 meter under markytan och motsvarar tre fyravåningshus med en total golvyta på cirka 10 000 kvadratmeter och rymmer mellan 100 och 200 arbetsplatser. Anläggningen i Hästveda har genom åren organiserats som ett detachement och tillhört både Skånska flygflottiljen (F 10), Södra flygkommandot (FK S) och Blekinge flygflottilj (F 17). Sedan 2009 ansvarar Stridslednings- och luftbevakningsbataljonen vid Luftstridsskolan (LSS) för stridsledning och luftbevakning, och Ledningssystemenheten vid F 17 för själva driften av anläggningen.

### Flygskolan
Flygskolan (FlygS) bildades år 1926 i Ljungbyhed. I samband med att Krigsflygskolan avvecklades den 30 juni 1998, genom försvarsbeslutet 1996, kom skolan att överföras år 1997 till Skånska flygflottiljen (F 10). Genom försvarsbeslutet 2000 antog riksdagen regeringens proposition, vilken bland annat inkluderade avveckling av två flygflottiljer, Skånska flygflottiljen och Upplands flygflottilj. Flygskolan som vid den tidpunkten tillhörde F 10, blev tvungna att flytta, då all flygverksamhet skulle vara avvecklad i Ängelholm den 31 december 2002. De elever som vid den tidpunkten utbildade sig vid Flygskolan, fick slutföra sin utbildning i Uppsala, då Flygskolan överfördes temporärt till Upplands flygflottilj (F 16). Vilken i sin tur avvecklades den 31 december 2003. Flygskolan kom från den 1 juli 2003 att lokaliseras till Malmen, där den övertog den avvecklade Måldivisionens förläggningar på norra sidan om flygfältet. På Malmen blev skolan en underenhet och detachement till Blekinge flygflottilj (F 17). Den 1 januari 2006 överfördes Flygskolan till att bli en skola inom Luftstridsskolan (LSS), men med bibehållen lokalisering till Malmen.

### Flygräddning
År 1967 bilades en Flygräddningsgrupp vid flottiljen, flottiljen hade visserligen tillförts redan 1963, två Helikopter 3B, men flygräddningen var endast i beredskap under flygövningar. År 1966 gjordes en omfördelning av helikoptrarna inom Flygvapnet. Då de tunga helikoptrarna, det vill säga Helikopter 4A, fördelades till flottiljerna F 8, F 15, F 17 och F 21. Och från den 1 april 1967 infördes dygnet runt beredskap vid flygräddningsgruppen. Från den 1 januari 1998 samlades Försvarsmaktens samtliga helikopterförband inom Helikopterflottiljen. Flygräddningsgruppen vid F 10, avskildes då från flottiljen och uppgick i Göta helikopterbataljon.

### Robotdivision

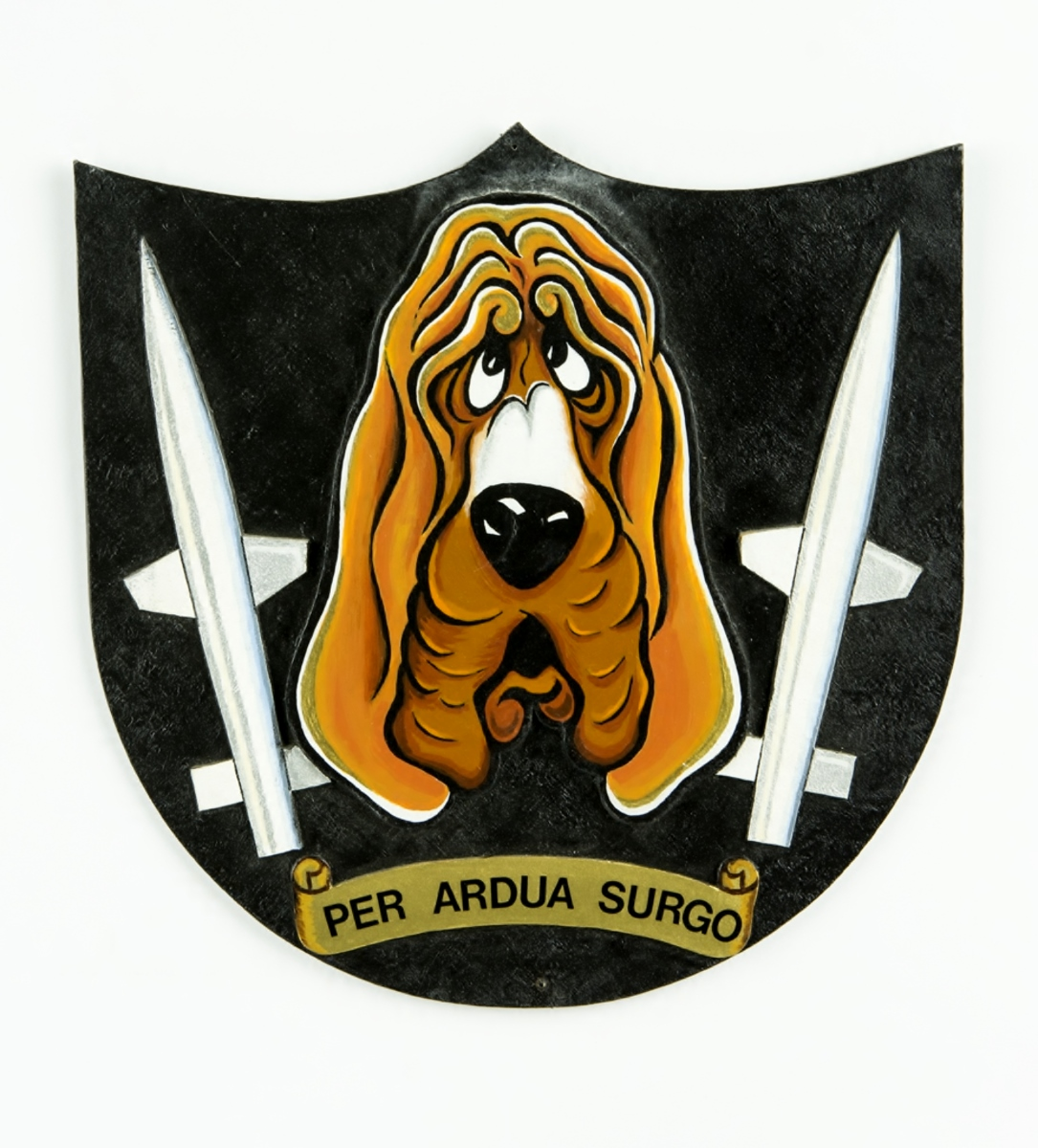
Robotdivisionens divisionsmärke med texten "Per Ardua Surgo" ("Genom svårigheterna reser jag mig").

I slutet av 1950-talet, antagligen i samband med försvarsbeslutet 1958, planerade försvaret att köpa in ett luftförsvarsrobotsystem. Som system valdes det brittiska Bloodhound Mk 1, och den första roboten köptes in september 1959 och utprovades både inom Flygvapnet vid Roslagens flygkår (F 2), och inom Armén vid Roslagens luftvärnskår (Lv 3). Systemet som fick den svenska benämningen Rb 65 kom aldrig i operativ drift, utan användes enbart för utprovning. År 1961 beställdes ett nytt system, Bloodhound Mk II, vilket hade en bättre prestanda, i bland annat räckvidden. Systemet börjades levereras år 1963, och fick den svenska beteckningen Luftvärnsrobotsystem 68 (Rb 68), och placerades vid fem flottiljer, vilka tillsammans organiserade sex robotdivisioner. F 10 var en av flottiljerna som skulle sätta upp en robotdivision, vilken började verka från 1966. Genom Luftförsvarsutredningen 1967 kom själva robotsystemet att avvecklas, och fyra divisioner bland annat den vid F 10 upplöstes den 30 juni 1974. De två divisionerna vid F 13 och F 17 omorganiserades till luftvärnsrobotbataljon lvrbbat. Dessa två bataljoner utgick under 1978, då hela systemet återförts till Storbritannien. Som minne över robotsystemet bevarades ett antal robotar, vilka i regel är kvarvarande Rb 65, vilken användes som övningsrobot i hanteringsutbildning. Dessa finns utställda vid Robotmuseet i Arboga, Norrtälje luftvärnsmuseum i Norrtälje, Ängelholms flygmuseum i Ängelholm och vid Robotförsöksplats Norrland i Vidsel.

### Sektoransvar
År 1942 kom F 10 att tillföras ansvaret för Södra flygbasområdet, som var en av fram regionala ledningar av flygvapnets förband, så kallade flygbasområden. År 1957 avvecklades samtliga flygbasområden och ersattes elva stycken luftförsvarssektorer. För F 10:s del medförde det att flottiljen blev en så kallad sektorflottilj, och fick ett huvudansvar för luftförsvarssektorn S1, med ingående Luftförsvarscentralerna LFC Staren vid Tormestorp och LFC Kobran vid Hästveda, båda belägna utanför Hässleholm. Benämning sektorflottilj, påvisade en flottilj med ett huvudansvar för en luftförsvarssektor. Den 1 juli 1981 reducerades antalet luftförsvarssektorer till fyra, och de kvarvarande flottiljer med sektoransvar ombenämndes till Storsektorflygflottilj. De flottiljer som blev av med sitt sektoransvar omorganiserades till så kallad vanlig flottilj. Reduceringen av antal sektorer innebar för Skånska flygflottiljens att man övertog sektoransvar för sektor S2. Vilken fram till 1978 innehafts av Kalmar flygflottilj och från 1978 Blekinge flygflottilj (F 17). Sektor S2 sammanslogs med S1 och bildade Sektor Syd, vilken omfattade hela Södra- och Västra militärområdet, det vill säga hela södra Sverige. Genom försvarsbeslutet 1992 beslutades det bland annat att sektoransvaret skulle avskiljas från flottiljerna, och överföras till tre nyinrättade och självständiga flygkommandon. År 1993 började sektorstaberna vid F 10, F 16 i Uppsala och F 21 att omorganiseras till flygkommandon. Den 30 juni 1994 avskildes dessa från flottiljerna och blev självständiga kaderorganiserade förband inom respektive militärområde. Södra flygkommandot (FKS) fick ett samlat ansvar för hela södra Sverige.

### Typinflygningsskolan
Typinflygningsskolan (TIS-35) var en typinflygningsskol för flygförare på J 35 Draken och bildades 1965 vid Upplands flygflottilj (F 16). Typinflygningen gjordes dels med flygsimulatorer, men även med Sk 35C Draken. I samband med att F 16 ombeväpnades till JA 37 Viggen, överfördes TIS-35 tillsammans med flottiljens kvarvarande J 35F2 1987 till F 10. Vid F 10 kom skolan att ingå i 101.  jaktflygdivisionen. I samband med att 101.  jaktflygdivisionen vakantsattes den 30 juni 1992, upphörde även TIS-utbildningen på 35-systemet. Personalen vid divisionen fördelades på 102.- och 103. flygdivisionen, för att vid behov bilda en TIS-35 grupp för TIS-utbildning av svenska och österrikiska flygförare.

## Förläggningar och övningsplatser
När flygflottiljen bildades som en egen organisationsenhet kom den från den 1 oktober 1940 att inleda sin verksamheten provisoriskt vid Bulltofta flygplats utanför Malmö. Vid Bulltofta uppfördes tre hangarer vid den norra sidan av flygfältet. Som flygverkstad hyrde Flygvapnet en hangar av AB Aerotransport. Bulltofta var dock endast en provisoriskt flygbas för flottiljen. I den fortsatta planeringen av flottiljens slutliga placering studerades Ödåkra som ett lämpligt alternativ till att förlägga flottiljen. Dock så låg det inom artilleriräckvidd från Danmark. Istället så valdes Barkåkra strax norr om Ängelholm till att förlägga flottilj permanent. År 1942 beslutade riksdagen att flottiljen skulle förläggas till Ängelholm, dock det fanns vissa invändningar mot själva placeringen, eftersom man tog i anspråk bördig åkermark. Huvuddelen av byggnaderna vid flygfältet uppfördes åren 1943-1944. Den 1 oktober 1945, det vill säga fyra år efter flottiljens officiella födelsedatum, omlokaliserades flottiljen från Malmö till Ängelholm.
När flygflottiljen avvecklades hade flygplatsen två korsande rullbanor som är ca 2.000 respektive ca 1.950 m långa. Genom att Flygskolan omlokaliserades till Ängelholm och att flottiljen skulle ombeväpnas till JAS 39 Gripen, beslutades det om en investering i flottiljen och flygplatsen på 361,5 miljoner kronor. Vilket bland annat inkluderade ny toppbeläggning på rullbanorna, nytt dräneringssystem, elnät till Gripen-systemet, ny hangar till Gripen-planen, ny uppställningsplatta, nytt motorprovhus och brandsläckningsanläggning. Även Trots att riksdagen beslutade att avveckla flottiljen, så fortsatte investeringarna vid flottiljen i både byggnader, material och utbildning. Totalt investerades det 446,5 miljoner kronor i flottiljen och flygplatsen åren 1996–2002. Den Avvecklingsorganisation som bildades 1 januari 2003 arbetade under hela 2003 med att tömma lokaler samt riva byggnader, bland annat det motorkörningshus som specialbyggts för Gripen. Under hela 2003 var flottiljområdet fortfarande ett skyddsobjekt, och den 31 december 2003 upplöstes avvecklingsorganisation, och Försvarsmakten lämnade där med flottiljområdet. Det som var Skånska flygflottiljens (F 10) område vid Barkåkra, går under namnet Ängelholm-Helsingborg Airport, och ägs sedan år 2011 i sin helhet av PEAB. På det gamla flottiljområdet ligger en företagsby, där bland annat bilföretaget Koenigsegg bedriver sin verksamhet. Även flygplatsen, det vill säga bansystemet, där endast en bana är i bruk, ägs av PEAB. Här bedriver SAS och Kullaflyg reguljär flygtrafik till Stockholm-Arlanda flygplats respektive Stockholm-Bromma flygplats. Biltema har sin flygverksamhet förlagd hit. F 10 Kamratförening visar flottiljens historia i Ängelholms flygmuseum beläget i 3. kompaniets lokaler.

## Heraldik och traditioner
Skånska flygflottiljen mottog sin fana den 17 september 1944 på Barkarby flygplats. Fanan överlämnades av Kung Gustaf V. I samband med att Krigsflygskolan avvecklades, tog Skånska flygflottiljen (F 10) över dess fana och traditioner. Den 9 september 1980 antogs och fastställdes "Internationell gemenskap" (Ottervik) som flygflottiljens förbandsmarsch. Skånska flygflottiljen förde sedan Krigsflygskolans fana åren 1998–2002. Fanan följde sedan med Flygskolan år 2003 till Uppsala och förvaras på Malmens flygplats, där Flygskolan sedan 1 juli 2003 är lokaliserad. Vid avvecklingen av Skånska flygflottiljen överfördes dess fana till Blekinge flygflottilj. Den 18 december 2002 avtäcktes en minnessten vid Skånska flygflottiljen. Stenen väger cirka nio ton, och ytan är endast bearbetad av inlandsisen. Stenen, som är utsmyckad med Skånska flygflottiljens heraldiska grip i ärgad brons, kröns av en stigande rote JAS 39 Gripen. Inskriptionen på stenen lyder: Skånska flygflottiljen F 10 1945−2002.

### Gate guards
Skånska flygflottiljen har två så kallade gate guards. En J 35F-1 Draken (35409), som gjorde sin sista flygning den 12 juni 1991 och kasserades formellt 1998. Flygplansindividen står som gate guard vid infarten till flottiljområdet. På flottiljområdet finns även en luftvärnsrobot av typen Robotsystem 68 vid Ängelholms flygmuseum.

## Materiel vid förbandet
| Huvudtyper - 1940–1943: J 8 Gloster Gladiator - 1942–1945: J 20 Reggiane RE 2000 Falco - 1945–1950: J 22 FFVS 22 - 1949–1951: J 21RA/RB - 1951–1953: J 28B Vampire - 1953–1966: J 29B/E/F Tunnan - 1963–1967: J 34 Hawker Hunter - 1964–1998: J 35B/D/F/J Draken - 1993–2000: AJS/AJSF/AJSH 37 Viggen - 1999–2002: JAS 39A Gripen | Skolflygplan - 1986–1997: Sk 35C Draken - 1998–2002: Sk 60 - 19??–19??: Sk 50 Safir - 19??–19??: Sk 61 Luftförsvarsrobotsystem - 1966–1974: Robotsystem 68 |

## Förbandschefer

### Flottilj- och sektorflottiljchefer
Åren 1940–1974 titulerades förbandschefen "flottiljchef" och de två första åren tjänstegraden överstelöjtnant. Från 1942 fick flottiljchefen tjänstegraden överste. Åren 1974–1994 titulerades förbandschefen "sektorflottiljchef". Sektorflottiljchefen hade tjänstegraden överste av 1:a graden. Åren 1994–2002 titulerades chefen återigen "flottiljchef" och hade tjänstegraden överste.
- 1940–1946: Knut Zachrisson
- 1946–1956: Bill Bergman
- 1956–1960: Wilhelm Wagner
- 1960–1962: Claes Henrik Nordenskiöld
- 1962–1966: Ian Iacobi
- 1966–1969: Kjell Rasmusson
- 1969–1979: Ulf Cappelen-Smith
- 1979–1985: Anders Sjöberg
- 1985–1987: Bertil Bjäre
- 1987–1992: Rolf Clementson
- 1993–1994: Mats Hugosson
- 1994–1994: Mats Hellstrand
- 1995–1999: Kjell Öfverberg
- 1999–2001: Tomas Fjellner
- 2001–2002: Hans Hansson

### Ställföreträdande sektorflottiljchefer och tillika flottiljchefer
För att avlasta sektorflottiljchefen tillfördes 1974 en ställföreträdande sektorflottiljchef. Dennes uppgift var att leda förbandsproduktionen, en uppgift i stort lika med den gamle flottiljchefens. Därav titulerades även han som "flottiljchef". Den ställföreträdande sektorflottiljchefen hade graden överste. Den 30 juni 1994 utgick befattningen ställföreträdande sektorflottiljchefer.

- 1974–1980: Bertil Bjäre
- 1980–1985: Sten Norrmo
- 1985–1987: Gunnar Ståhl
- 1987–1989: Sten Öhlander
- 1989–1991: Göte Pudas
- 1991–1993: Mats Hugosson

## Namn, beteckning och förläggningsort
| Wendes flygflottilj               | xxxx-xx-xx | – | xxxx-xx-xx |
| Tionde flygflottiljen             | 1940-10-01 | – | 1942-06-30 |
| Kungl. Skånska flygflottiljen     | 1942-07-01 | – | 1974-12-31 |
| Skånska flygflottiljen            | 1975-01-01 | – | 2002-12-31 |
| Avvecklingsorganisation Ängelholm | 2003-01-01 | – | 2003-12-31 |

| F 10       | 1940-07-01 | – | 1957-09-30 |
| F 10/Se S1 | 1957-10-01 | – | 1981-06-30 |
| F 10/Se S  | 1981-07-01 | – | 1993-06-30 |
| F 10/FK S  | 1993-07-01 | – | 1994-06-30 |
| F 10       | 1994-07-01 | – | 2002-12-31 |
| Ao Äng     | 2003-01-01 | – | 2003-12-31 |

| Barkarby flygplats (D)   | 1940-07-01 | – | 1940-09-30 |
| Bulltofta (F)            | 1940-10-01 | – | 1945-09-30 |
| Rinkaby flygbas (B)      | 1940-??-?? | – | 1945-??-?? |
| Ängelholm flygplats (F)  | 1945-10-01 | – | 2003-12-31 |
| Hästveda (D)             | 1965-??-?? | – | 1994-06-30 |
| Knislinge flygbas (B)    | 1965-??-?? | – | 1999-??-?? |
| Byholma flygbas (B)      | 1976-??-?? | – | 1999-??-?? |
| Eneryda flygbas (B)      | 199?-??-?? | – | 1999-??-?? |
| Hagshult flygbas (B)     | 1994-07-01 | – | 2002-12-31 |
| Säve flygplats (B)       | 1994-07-01 | – | 1999-??-?? |
| Landvetter flygplats (B) | 1994-07-01 | – | 2002-12-31 |

## Galleri

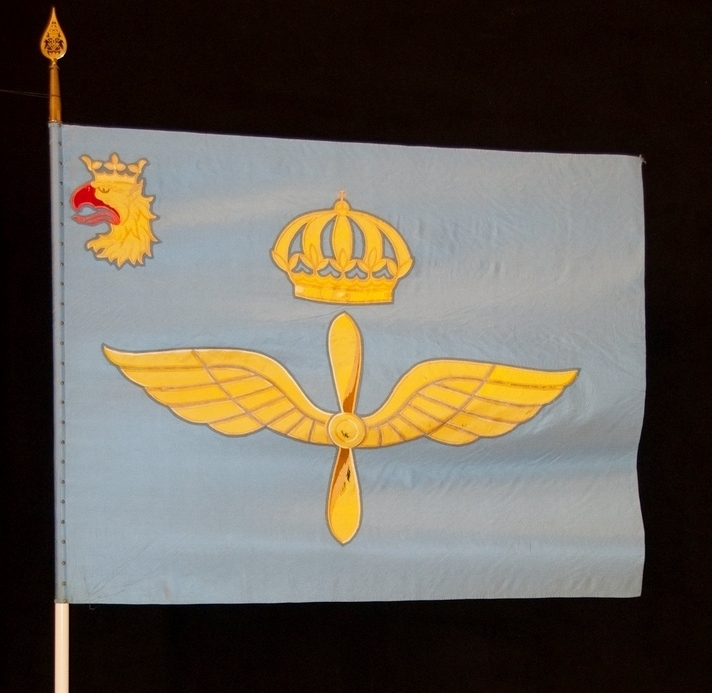
Förbandsfana m/1938 för Skånska flygflottiljen
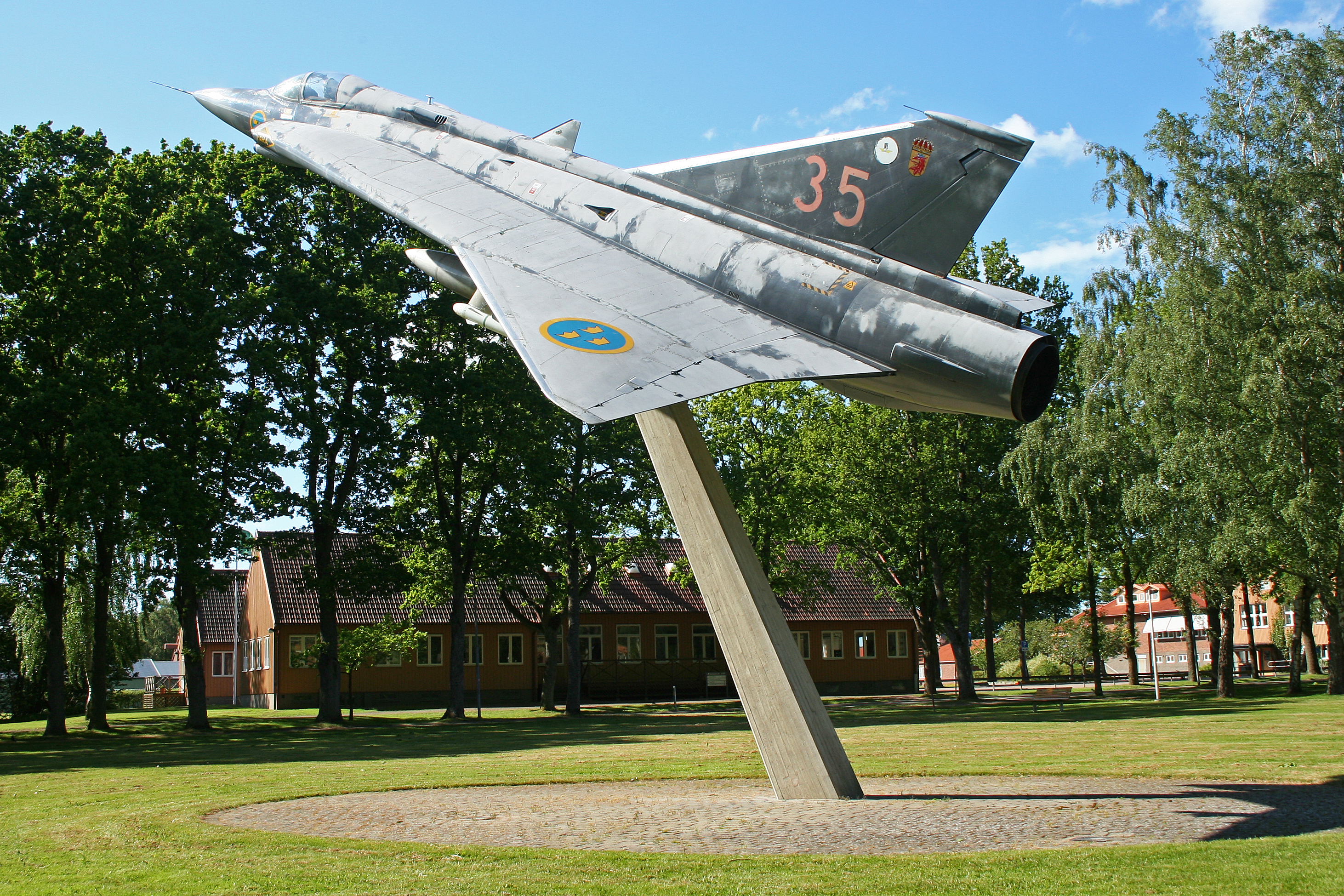
J 35F-1 (35409) som gate guard vid infarten till före detta flottiljområdet.
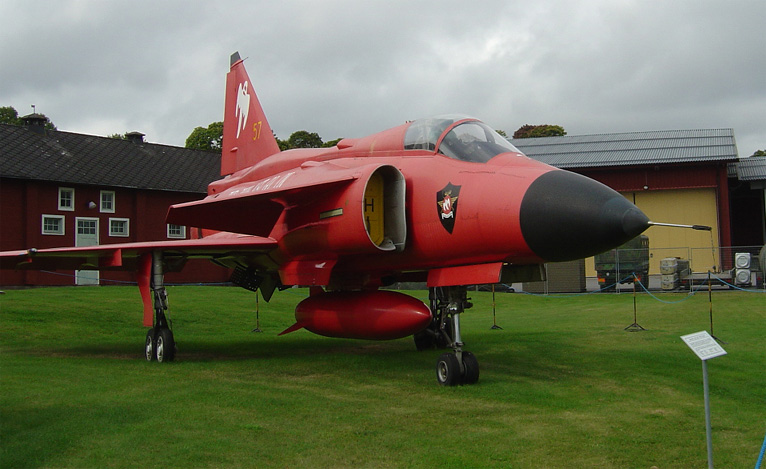
AJS 37 Viggen (37027), målad efter 101. stridsflygdivisionens färger.
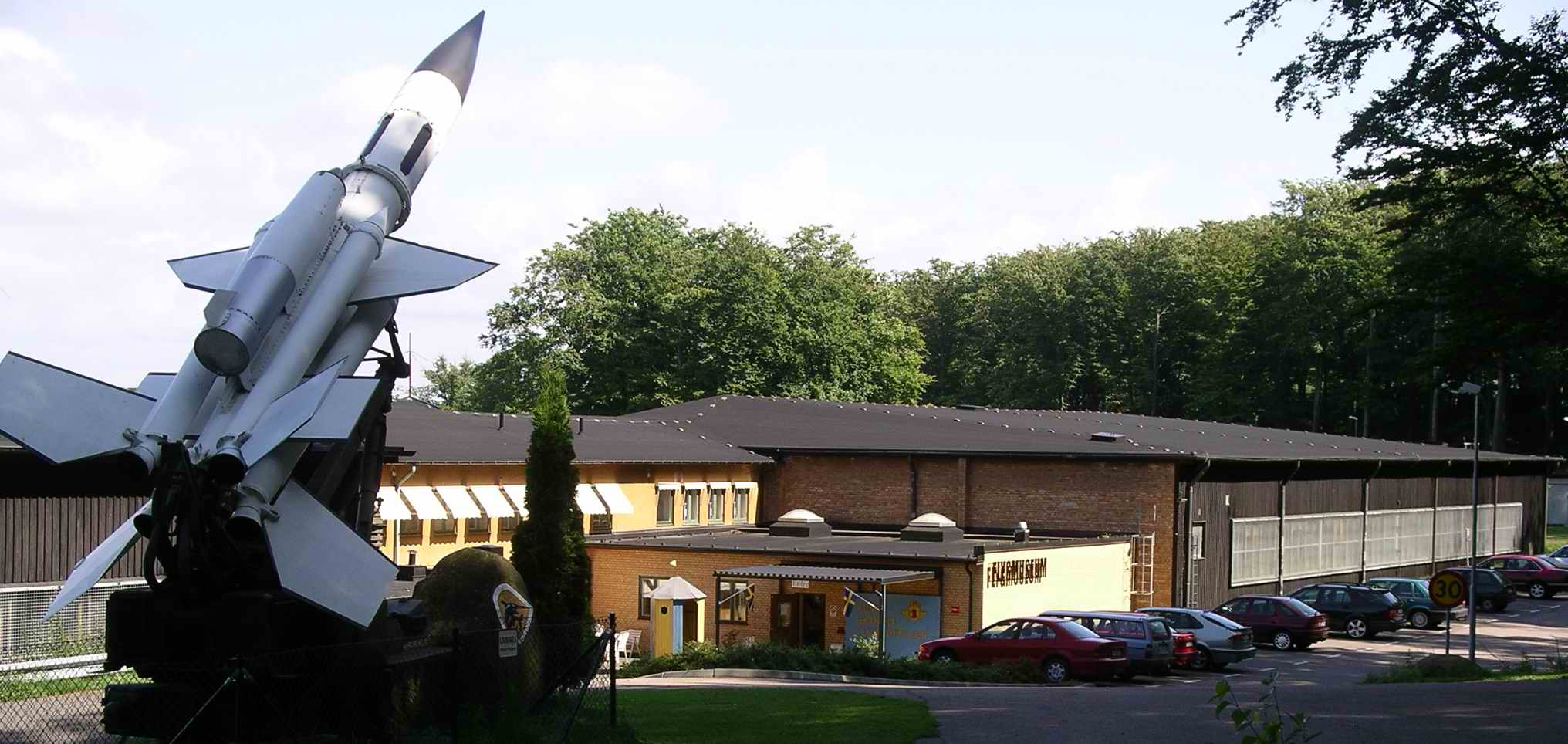
RB 68 som gate guard vid Ängelholms flygmuseum
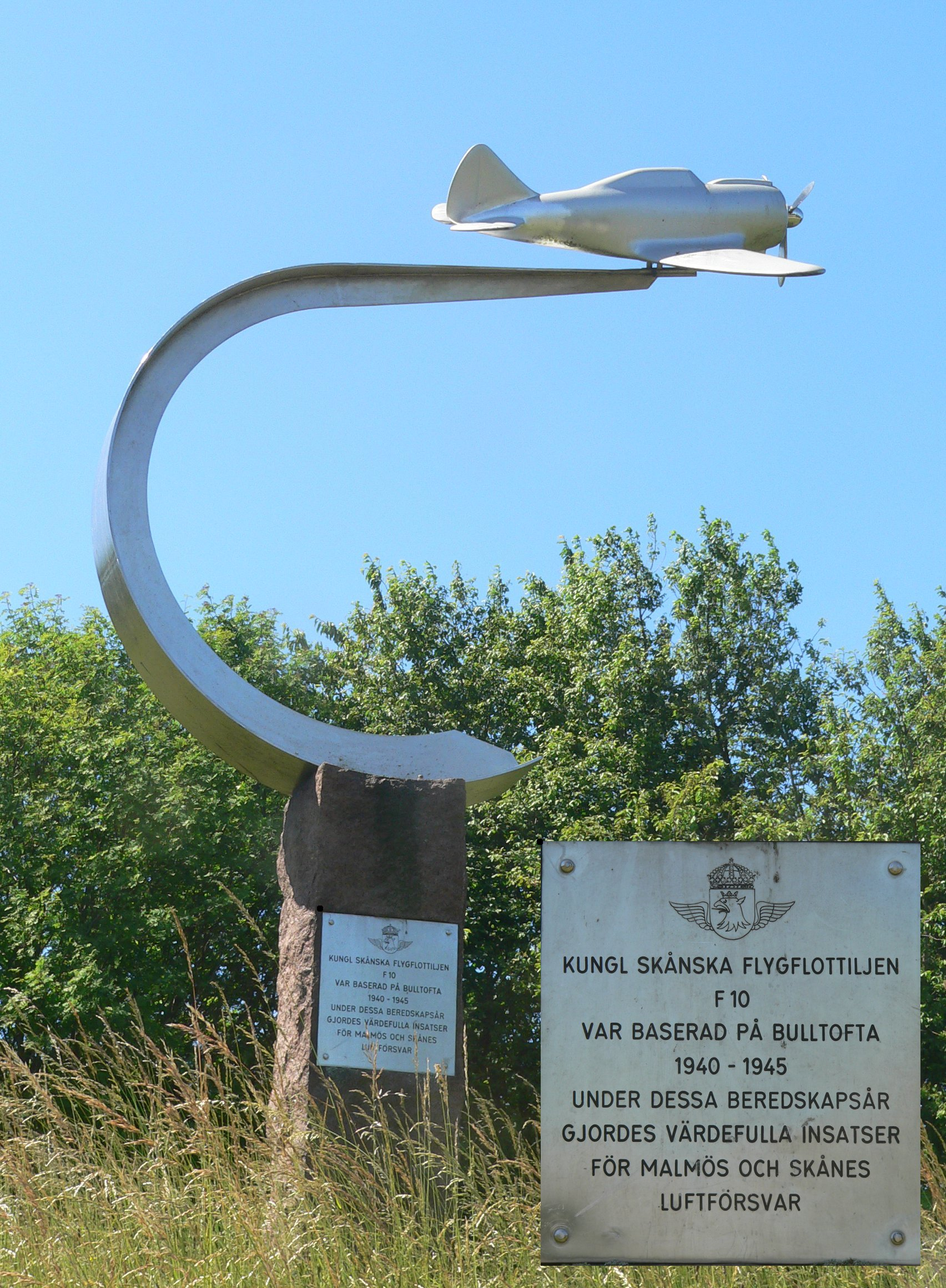
Minnesmärke över F10 vid Bulltofta.
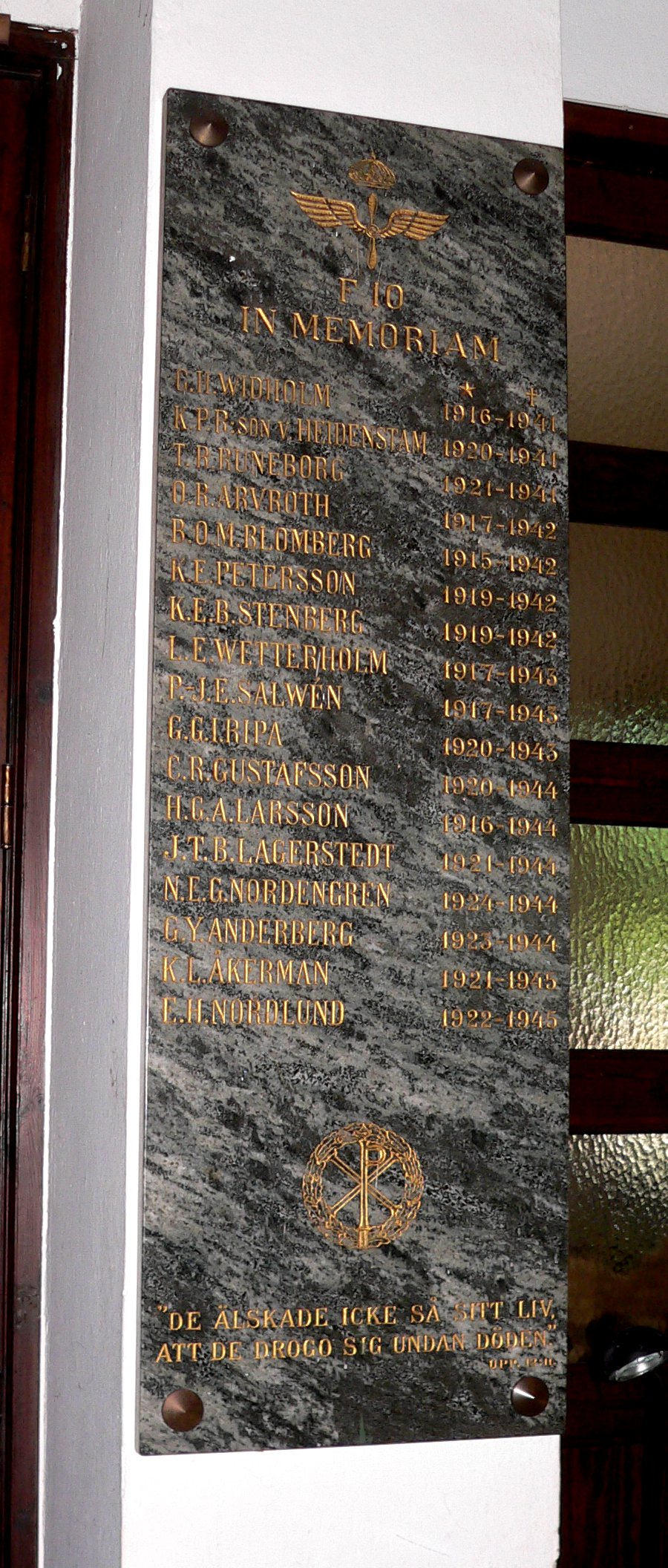
Minnesplatta i Kirsebergs kyrka över de sjutton som omkom i tjänsten vid F10 under andra världskriget.